# The Jacksons (album)
Pour les articles homonymes, voir The Jacksons.
Albums de The Jacksons
Moving Violation Goin' Places
Singles
1. Enjoy Yourself
2. Show You the Way to Go
3. Dreamer

The Jacksons est le onzième album studio des Jacksons, paru en 1976. Il s'agit du premier chez Epic Records sous leur nouveau nom The Jacksons après sept ans à la Motown en tant que The Jackson Five. C'est également le premier sans Jermaine (resté à la Motown), remplacé par le plus jeune frère de la famille Jackson, Randy.

## Présentation
L'enregistrement de l'album dure cinq mois, entre juin et octobre 1976.
L'album est produit par deux des plus grands producteurs de la scène soul de Philadelphie qui sont Kenneth Gamble et Leon Huff,,. Gene McFadden et John Whitehead,, deux autres producteurs de la Philadelphia soul, collaborent également sur cet opus ainsi que Dexter Wensel,, reconnu par ailleurs pour ses talents en tant que claviériste. 
Sur cet album, les frères Jackson peuvent enfin écrire leurs propres titres, ce qui leur avait été refusé à la Motown. Ainsi, Blues Away est la première chanson composée et écrite par Michael Jackson, tandis que Style of Life est composée et écrite par Tito et Michael.
La chanson phare de l'album est Enjoy Yourself, le premier Top 10 des frères Jackson depuis deux ans, en se classant 6e au Billboard Hot 100. Le single, sorti le 29 octobre 1976, dépasse le million de disques vendus et est certifié disque de platine. Deux autres singles suivront : Show You the Way to Go, qui se classe 28e, et Dreamer.

## Titres
1. Enjoy Yourself (Kenny Gamble & Leon Huff) - 3:24
2. Think Happy (Kenny Gamble & Leon Huff) - 3:07
3. Good Times (Kenny Gamble & Leon Huff) - 4:57
4. Keep on Dancing (Dexter Wansel) - 4:31
5. Blues Away (Michael Jackson) - 3:12
6. Show You the Way to Go (Kenny Gamble & Leon Huff) - 5:30
7. Living Together (Dexter Wansel) - 4:26
8. Strength of One Man (Gene McFadden et John Whitehead, Victor Carstarphen) - 3:56
9. Dreamer (Kenny Gamble & Leon Huff) - 3:05
10. Style of Life (Tito & Michael Jackson) - 3:19

Vidéoclips (DVD)
1. Enjoy Yourself (Official Video) (Kenny Gamble & Leon Huff) - 3:32
2. Show You the Way to Go (Official Video) (Kenny Gamble & Leon Huff) - 4:17

## Crédits
(les chiffres entre parenthèses indiquent les pistes de l'album)
- Michael Jackson : chant (sur toutes les chansons), chœurs
- Jackie Jackson : chant (1, 2, 3, 7, 8), chœurs
- Marlon Jackson : chant (8), chœurs
- Randy Jackson : chant (8), chœurs
- Tito Jackson : guitare, chœurs

### Musiciens de studio
- MFSB : guitares, basse, batterie, percussions, claviers, cordes, cuivres

### Arrangements
- Pistes 1,2, 6 : Bobby Martin
- Pistes 3, 8, 9 : Jack Faith
- Pistes 4, 5, 7, 10 : Dexter Wansel

### Production
- Pistes 1-3, 6, 9 : Kenneth Gamble et Leon Huff
- Pistes 4, 7 : Dexter Wansel
- Pistes 5, 10 : Kenneth Gamble, Leon Huff, Dexter Wansel, The Jacksons, Gene McFadden et John Whitehead
- Piste 8 : Gene McFadden, John Whitehead et Victor Carstarphen
- Producteurs exécutifs : Kenneth Gamble et Leon Huff
- Enregistré aux Sigma Sound Studios, Philadelphie, Pennsylvanie
- Enregistrement et mixage : Joe Tarsia
- Mixage : Jay Marks
- Parties vocales sur les pistes 5 et 10 enregistrées au Paragon Studio, Chicago III
- Masterisé par Frankford / Wayne Mastering Labs, Philadelphie
- Design : John Berg
- Photographies : Norman Seeff
- Dessin de couverture : Harou Miyauchi

## Classements
Aux États-Unis, l'album réussit à se classer 36e au Billboard 200 et reçoit la certification or pour plus de 500 000 exemplaires vendus. Il atteint la 22e place en France et la 53e au Royaume-Uni.

## Divers
Keep on Dancing fut interprété à la télévision française dans une émission des Carpentier, présentée par Joe Dassin, diffusée le 2 juillet 1977. Ce fut l'unique prestation des Jacksons et de Michael Jackson à la télévision en France.